# Tanit Phoenix
Tanix Phoenix (Durban, 24 de septiembre de 1980) es una modelo y actriz sudafricana.

## Primeros años
Tanit Phoenix nació en Durban, KwaZulu-Natal. Inscrita en el ballet a la edad de 5 años y permaneció durante 15 más.

## Carrera

### Modelo
Tanit comenzó su carrera a los 15 años y ha aparecido en comerciales para Adidas, American Swiss Jewellery, Nivea, Alberto VO5, Aria, Transition Lenses, Volvic y para la campaña de lencería Distraccions. 
Apareció en el anuncio de TV europeo de gel de ducha "Fa", paracaidismo en topless. Después fue elegida para ser chica de portada para Maxim alemán en 2004 después de ser llamada "Who's That Girl?" como la mujer del año en los premios alemanes Maxim de 2003, y luego apareció en Maxim americano del año siguiente.  
Ha aparecido en la portada de Cosmopolitan, FHM, Legacy, Indwe, Marie Claire, Shape y GQ y ha sido frecuentemente fotografiada para Sports Illustrated Swimsuit Issue.

### Actriz
Phoenix comenzó su carrera de actuación con una breve aparición como una de las novias de Jared Leto en Lord of War, en 2005, y la serie de misterio canadiense Jade como la asociada del Malachi en el episodio "Things Unseen". En 2007 hizo un papel en Gallowwalker, el cual no fue lanzado hasta 2012. En 2008 apareció en el thriller erótico Kamasutra Nights.

## Vida personal
Tanit reside alternativamente entre Cape Town y Los Ángeles. Tiene una relación con el actor Sharlto Copley.

## Filmografía
| Año       | Título                                             | Papel                      |
| --------- | -------------------------------------------------- | -------------------------- |
| 2005      | Charlie Jade                                       | Asociada n.º 1 del Malachi |
| 2005      | Crazy Monkey Presents Straught Outta Benoni        | Megan Alba                 |
| 2005      | Lord of War                                        | Candy                      |
| 2008      | Kamasutra Nights (originalmente titulada Maya)     | Alexandria                 |
| 2009      | El Filántropo                                      | Bailarina de Lap dance     |
| 2010      | Schuks Tshabalala's Survival Guide to South Africa | Ettie                      |
| 2010      | Lost Boys: The Thirst                              | Gwen Lieber                |
| 2010      | Spud                                               | Sra. Eve Wilson            |
| 2010      | Death Race 2                                       | Katrina Banks              |
| 2011-2012 | Femme Fatales                                      | Lilith                     |
| 2012      | Safe House                                         | Azafata                    |
| 2012      | Mad Buddies                                        | Kelsey                     |
| 2012      | Gallowwalker                                       | Angel                      |
| 2013      | Death Race 3: Inferno                              | Katrina Banks              |
| 2013      | Spud 2: The Madness Continues                      | Eve Wilson                 |